# イジングマシン
イジングマシン（英: Ising machine）とは組合せ最適化問題を磁性体のモデルであるイジング模型の基底状態を求める問題に帰着させ、そのアルゴリズムを実装したハードウェアの総称である。イジングマシンのアルゴリズムは、シミュレーティド・アニーリングと呼ばれる古典的アニーリングと量子アニーリングに大別される。古典的アニーリングでは温度に対応するパラメータを徐々に下げていくことで、基底状態に近づけていく。量子アニーリングでは量子効果を用い、基底状態に近づける。

## 関連記事
- イジング模型
- シミュレーティド・アニーリング
- 量子アニーリング